# George Brett
George Howard Brett (ur. 15 maja 1953) – amerykański baseballista, który występował na pozycji trzeciobazowego, pierwszobazowego i jako designated hitter przez 21 sezonów w Kansas City Royals. Jest jednym z czterech zawodników w historii Major League Baseball (obok Willie Maysa, Hanka Aarona i Stana Musiala), który w karierze miał średnią uderzeń co najmniej 0,300, a także zdobył przynajmniej 300 home runów i zaliczył 3000 uderzeń.

## Przebieg kariery
Brett po ukończeniu szkoły średniej w 1971 roku przystąpił do draftu, w którym został wybrany w drugiej rundzie przez Kansas City Royals; początkowo występował w klubach farmerskich tego zespołu, między innymi w Omaha Royals, reprezentującym poziom Triple-A. W MLB zadebiutował 2 sierpnia 1973 w meczu przeciwko Chicago White Sox, w którym zaliczył uderzenie. W 1974 w głosowaniu do nagrody American League Rookie of the Year, zajął 3. miejsce. W sezonie 1976 miał najlepszą w lidze średnią uderzeń 0,333, zaliczył najwięcej uderzeń (195) i triple'ów (13), a także po raz pierwszy w karierze wystąpił w Meczu Gwiazd.
W 1980 zwyciężył w lidze klasyfikacji pod względem średniej uderzeń (0,390), on-base percentage (0,454) oraz slugging percentage (0,664), został wybrany najbardziej wartościowym zawodnikiem i otrzymał nagrodę Silver Slugger Award. W tym samym roku wystąpił w World Series, w których Royals ulegli Philadelphia Phillies 2–4. 
W sezonie 1985 miał średnią uderzeń 0,335 (2 .wynik w lidze), najlepszy wskaźnik slugging percentage (0,450), a w głosowaniu do nagrody MVP American League, zajął 2. miejsce za Donem Mattingly z New York Yankees. W tym samym roku wystąpił w World Series, w których Royals pokonali St. Louis Cardinals 4–3, a także zdobył Złotą Rękawicę. Pod koniec kariery grał głównie na pozycji pierwszobazowego i jako designated hitter. 30 września 1992 w spotkaniu z California Angels zaliczył 3000. uderzenie. W 1999 został wybrany do Baseball Hall of Fame.

## Nagrody i wyróżnienia
| Nagroda/wyróżnienie          | Lata                                                                        | Źródło |
| MVP American League          | 1980                                                                        | [ 6 ]  |
| 13× All-Star                 | 1976, 1977, 1978, 1979, 1980, 1981, 1982 1983, 1984, 1985, 1986, 1987, 1988 | [ 2 ]  |
| ALCS MVP                     | 1985                                                                        | [ 15 ] |
| Gold Glove Award             | 1985                                                                        | [ 12 ] |
| 3× Silver Slugger Award      | 1980, 1985, 1988                                                            | [ 7 ]  |
| Zwycięzca w World Series     | 1985                                                                        | [ 11 ] |
| Lou Gehrig Memorial Award    | 1986                                                                        | [ 16 ] |
| Hutch Award                  | 1980                                                                        | [ 16 ] |
| Baseball Hall of Fame        | od 1999                                                                     | [ 14 ] |
| # 5 zastrzeżony przez Royals | 1999                                                                        | [ 17 ] |